# 縁談
縁談（えんだん）は、婚姻前の男女の縁組の話。

## 起源
鎌倉時代以降、武士階級のなかでの婚姻を主に家格やつり合いを重視するようになり発生した。
当時は浸透しなかったが、武士階級の模倣や生活への憧れにより次第に一般へ浸透していった。

## 縁談を頼む人
縁談は身近で信頼のある人物に頼む。人生の伴侶を求めるという大事を依頼するうえでそれなりの適任者を選ぶ必要があり、社会的に信用のある人に頼むのが効果的であるとされている。また縁談は一度に数人に頼んでもよいが、その場合はほかの方にも頼んでいるということをあらかじめ断っておくことが必要である。